# Peucedanum trilobatum
Peucedanum trilobatum är en flockblommig växtart som beskrevs av Jean-Emmanuel Gilibert. Peucedanum trilobatum ingår i släktet siljor, och familjen flockblommiga växter. Inga underarter finns listade i Catalogue of Life.